# Autostrada A1 (Belgia)
Autostrada belgiană A1 (clasificată ca E19) este o autostradă care începe la granița cu Țările de Jos și trece pe lângă Meer, primul sat de pe teritoriul belgian. Traseul său se unește cu autostrada A12, formând centura (ringul) orașului Anvers. Ulterior, cele două drumuri se separă, continuându-și traseele distincte. După această separare, autostrada traversează tunelul Craeybeckx, trece pe lângă Mechelen și Vilvoorde, pentru a-și încheia parcursul pe centura Bruxelles-ului.
Această autostradă are o importanță deosebită deoarece leagă două dintre principalele orașe ale Belgiei.
Între Anvers și granița de nord, traseul său este însoțit de linia feroviară de mare viteză LMV 4.

## Istoric
Deschideri oficiale:
- 29.10.1971 : Secțiunea Zemst – Rumst
- 17.01.1972 : Secțiunea Anvers (Antwerpen) – Granița cu Țările de Jos
- 22.12.1972 : Secțiunea Vilvoorde – Zemst
- 25.06.1973 : Secțiunea Rumst – Kontich
- 02.04.1977 : Secțiunea Machelen – Vilvoorde
- 09.11.1979 : Secțiunea Kontich – Wilrijk
- 30.11.1981 : Secțiunea Wilrijk – Anvers (Antwerpen)

## Traseu
| Descrierea traseului                                                                                | |              |
| A16 E19                                                                                             | |              |
| | Frontiera dintre Belgia și Țările de Jos. |              |
| A1 E19                                                                                              | |              |
| 1a - Transportzone Meer                                                                             | Zonă deservit: Zona industrială Hazeldonk (nod rutier parțial). |              |
| 1 - Meer                                                                                            | Orașe deservite: Zundert, Meer, Minderhout. | N146         |
| | Zonă de servicii: Minderhout (în ambele sensuri). |              |
| 2 - Loenhout                                                                                        | Orașe deservite: Loenhout, Hoogstraten. | N144         |
| 3 - Brecht                                                                                          | Orașe deservite: Kalmthout, Wuustwezel, Brecht. |              |
| | Zonă de parcare: Brecht (sens Bruxelles → Bréda). |              |
| 4 - Sint-Job-in-'t-Goor                                                                             | Orașe deservite: Roosendaal, Essen, Kalmthout, Schoten, Sint-Job-in-'t-Goor. | N117         |
| 5 - Kleine Bareel                                                                                   | Orașe deservite: Kapellen, Ekeren, Brasschaat, Schoten, Merksem. | N1 N11       |
| Antwerpen-Noord                                                                                     | Nod rutier între A12, R1 și A1: Bruges, Bergen op Zoom. | A12 R1       |
| De la nodul rutier Antwerpen-Noord până la nodul rutier Antwerpen-Zuid: tronson comun cu A12 și R1. | |              |
| A1 E19                                                                                              | |              |
| A1 R1 A12 E19                                                                                       | |              |
| 1 - Merksem                                                                                         | Orașe deservite: Anvers, Anvers-Luchtbal, Merksem. | N129         |
| | Viaductul Merksem (1 700 m). |              |
| 2 - Deurne                                                                                          | Orașe deservite: Anvers, Anvers-Deurne, Wijnegem (nod rutier parțial). | N120 N129    |
| Antwerpen-Oost                                                                                      | Nod rutier între A13, A12, R1 și A1: Aachen, Liège, Hasselt, Eindhoven. | A13 E34 E313 |
| A1 R1 A12 E19 E34                                                                                   | |              |
| 3 - Borgerhout                                                                                      | Orașe deservite: Anvers, Borgerhout, Aeroportul Internațional Anvers. | N184         |
| 4 - Berchem                                                                                         | Orașe deservite: Anvers, Mortsel, Berchem (nod rutier parțial). | N1 N173      |
| Antwerpen-Zuid                                                                                      | Nod rutier între A12, R1 și A1: Gent, Bruges, Boom, Wilrijk. | A12 R1 E34   |
| A1 R1 A12 E19                                                                                       | |              |
| A1 E19                                                                                              | |              |
| 5a - Berchem                                                                                        | Orașe deservite: Berchem, Anvers (nod rutier parțial). | N155         |
| | Tunelul Craeybeckx (1 600 m). |              |
| 6 - Wilrijk                                                                                         | Orașe deservite: Hoboken, Wilrijk, Aeroportul Internațional Anvers, Mortsel (nod rutier parțial). | R11          |
| 6a - U.Z.A                                                                                          | Orașe deservite: Aartselaar, Wilrijk, Edegem, Spitalul Universitar Anvers. | N106         |
| 7 - Kontich                                                                                         | Orașe deservite: Boom, Kontich, Aartselaar. | N171         |
| | Zonă de servicii: Waarloos (în ambele sensuri). |              |
| 8 - Rumst                                                                                           | Orașe deservite: Rumst, Duffel. | N1c          |
| | Pod peste râul Nèthe. |              |
| 9 - Mechelen Noord                                                                                  | Orașe deservite: Sint-Niklaas, Willebroek, Heist-op-den-Berg, Mechelen-Nord. | R6 N16       |
| | Pod peste râul Dyle. |              |
| 10 - Mechelen Zuid                                                                                  | Zonă deservită: Mechelen-Centru. | B101         |
| | Granița provincială între Anvers și Brabantul Flamand |              |
| | Pod peste râul Senne. |              |
| 11 - Weerde                                                                                         | Orașe deservite: Zemst, Weerde, Hofstade. | N267         |
| | Zonă de parcare: Peutie (în ambele sensuri). |              |
| 12 - Vilvoorde-Cargo                                                                                | Orașe deservite: Steenokkerzeel, Vilvoorde, Machelen, Aeroportul Bruxelles-Zona Cargo. | N211         |
| Machelen                                                                                            | Nod rutier între R0 și A1: Namur, Liège, Leuven, Aeroportul Bruxelles, Zaventem, Bruxelles, Mons, Charleroi, Gent, Zonă expozițională, Zona industrială Anderlecht, Portul Haven Noord, Zona industrială Verbrande Brug West. | R0 E19 E40   |
| A1 E19                                                                                              | |              |